# 吉野神社 (花蓮港庁)

吉野神社（よしのじんじゃ）は、日本統治時代の台湾花蓮港庁に設立された日本人移民村・吉野村宮前部落（現在の花蓮県吉安郷慶豐村的新市場付近）に建立された神社である。大国魂命、大己貴命、少彦名命、能久親王を祭神とし、移民の精神的な拠り所となっていた。現在ではわずかに鎮座紀念碑を残すのみである。

## 沿革
吉野神社のある吉野村一帯の地は、もともと台湾原住民族アミ族の大集落・チカソワン社が存在した。だが1908年（明治41年）にアミ族らが日本の官憲に対して蜂起したチカソワン事件が勃発する。暴動を鎮圧した日本当局は事後処理としてアミ族の住人を追放し、無人となったチカソワン社の敷地に設立された日本人移民村が吉野村である。
明治43年（1910年）を開基とする吉野村は、もともと日本伝統の宗教施設はもちろん存在しなかった。台湾総督府では吉野村宮前部落取の敷地のうち一甲五分を神社の敷地に当て、住民の信仰心に応えた。神社は明治45年（1912年）1月に着工され、同年5月30日に落成、台湾神社より分霊を受けた。分霊は6月4日に花蓮港に入港した汽船・宮島丸によってもたらされ、時の台湾総督・佐久間左馬太より幣帛料20円、祭典料として台湾銀行より300円、東洋拓殖銀行より150円の寄付があり、同年6月8日台湾神社の宮司・清水廣忠を祭主、花蓮港庁長・中田直温を祭典長として鎮座式が挙行された。
大正3年（1914年）には拝殿、大正13年（1924年）には玉垣が増築された。

## 祭典

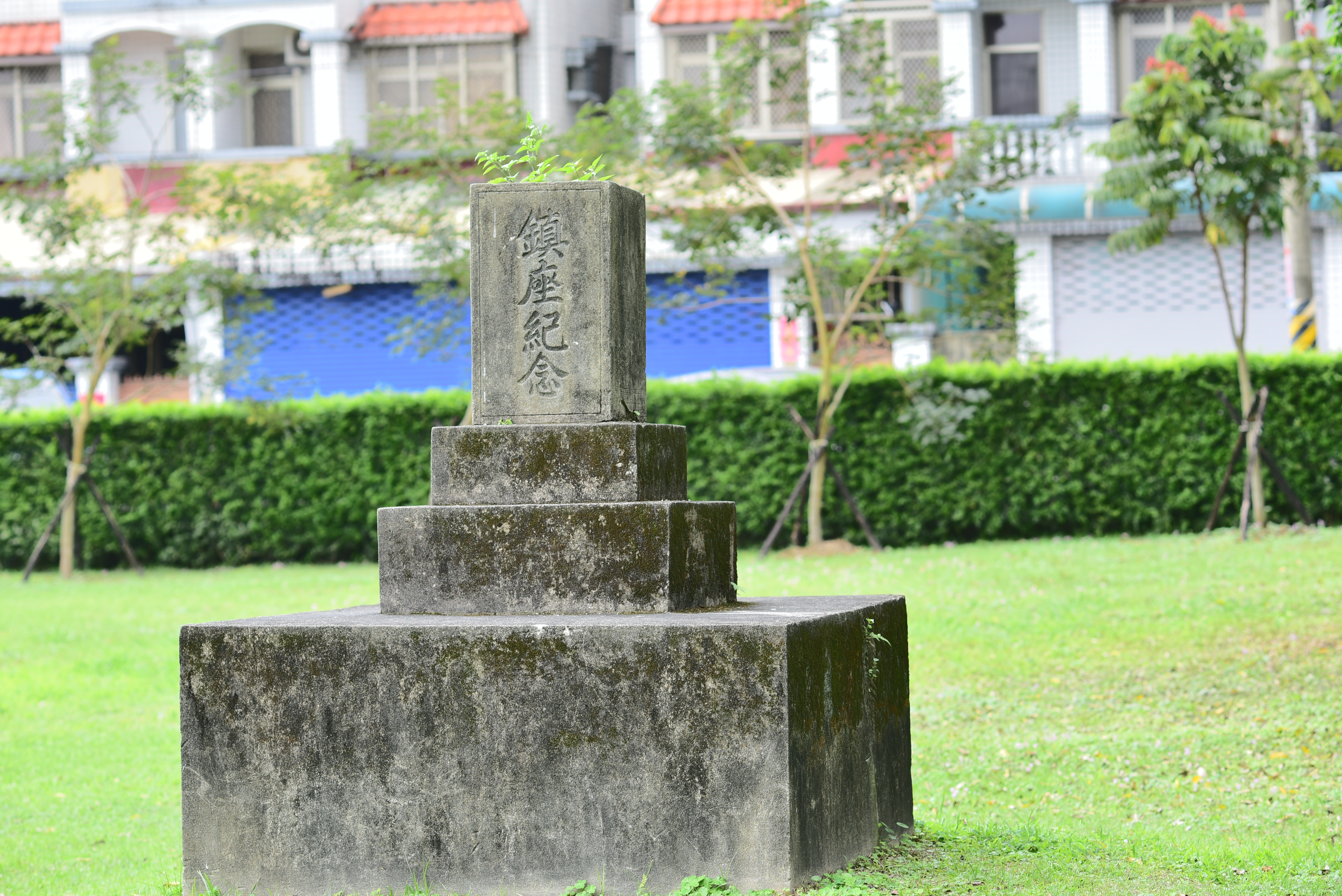
吉野神社鎮座紀念

花蓮港庁には吉野村以外に林田、豊田の日本人移民村が存在し、それぞれ「林田神社」「豊田神社」が存在した。吉野神社では、それら他地域の神社よりも、頻繁に祭礼が行われていた」
- 元始祭 : 1月1日
- 祈年祭 : 6月8日
- 大祓祭 : 6月30日、12月31日
- 除夜祭 : 12月31日
- 始政紀念祭
- 天長節
- 神嘗祭

吉野神社の例祭日はもともと6月8日だった。だがその時期は農繁期に当たり、なおかつ酷暑の時候で祭礼の日取りとしては不都合だった。そのため大正12年（1923年）より、10月8日に改められた。

## 神職
- 深澤勘作 : 昭和5年（1930年）から昭和14年（1939年）[4]
- 池上繁之 : 昭和15年（1940年）から昭和20年（1945年）

## 戦後の改革
現在、吉野神社の跡地は慶豊市場及び芸術村になっているが、市場の裏側には「拓地開村」「鎮座記念」の記念碑がそのまま残っている。記念碑横のクスノキの大木は神社造営の頃に植えられたもので、戦後まもなく伐採を試みたところ、何故かノコギリの刃が折れてしまった。以来、神木として大切にされているという。